# Będzienica
Będzienica – wieś w Polsce położona w województwie podkarpackim, w powiecie ropczycko-sędziszowskim, w gminie Iwierzyce.
| SIMC    | Nazwa       | Rodzaj    |
| ------- | ----------- | --------- |
| 0651536 | Pachniączka | część wsi |
| 0651542 | Stawiska    | część wsi |
| 1043135 | Wieprzówka  | część wsi |

W latach 1975–1998 miejscowość administracyjnie należała do województwa rzeszowskiego.
Wierni Kościoła rzymskokatolickiego należą do parafii św. Michała Archanioła w Nockowej, należącej do dekanatu Sędziszów Małopolski, diecezji rzeszowskiej.